# آکانتولیز
آکانتولیز (به انگلیسی: Acantholysis) به از دست دادن اتصالات بین سلولی، مانند دسموزوم‌ها گفته می‌شود که منجر به از دست دادن انسجام بین کراتینوسیت‌ها می‌گردد، از عارضه در بیماری‌هایی مانند پمفیگوس ولگاریس دیده می‌شود. در پمفیگوئید بولوز وجود ندارد اما برای تشخیص افتراقی مفید است.
این ویژگی بافتی در عفونت‌های هرپس سیمپلکس (HSV 1 و ۲) و عفونت‌های واریسلا زوستر (آبله مرغان و زونا) نیز دیده می‌شود.